# Ignaz Eigner
Ignaz Eigner, auch Ignác und Ignácz (* 1854 in Pest; † 1922) war ein österreichischer Lithograf und Maler.

## Leben
Als 14-Jähriger kam er 1868 an die Wiener Kunstakademie, wo er bis 1872 vier Jahre lang als Schüler blieb. Danach wurde er als Zeitungslithograf insbesondere für Porträts der Wiener Gesellschaft bekannt sowie für seine Porträts des Habsburger Kaiserhauses.

## Werke
- Alfred Schönwald: Oesterreichs Kaiserhaus. Biographische Gallerie sämmtlicher Glieder des Allerhöchsten Hofes. Porträts von Ignaz Eigner. Verlag Sommer, Wien 1877. (Enthält 38 Lithografien Eigners)
- Blatt: Vom Kunsthimmel des Theaters an der Wien. Ein Blatt mit Porträts Wiener Schauspielerinnen von Ignaz Eigner, jetzt in der Sammlung Manskopf.[3]

Weitere Werke sind im Bildarchiv Austria der Österreichischen Nationalbibliothek zu finden.